# Amélie de Montchalin
Amélie de Montchalin (nascuda Bommier; Lió, 19 de juny de 1985) és una política francesa de La República En Marxa!. És Ministra de la transformació i funció pública des de juliol de 2020, abans va ser Secretària d'Estat per Afers europeus, des del 27 de març de 2019. Va ser elegida com a membre de l'Assemblea Nacional el 2017, i va representar el departament de l'Essonne fins que va ser nomenada ministra. De 2017 a 2018 va ser el Whip de La República En Marxa! en el comitè de finances de l'Assemblea Nacional.

## Educació
De Montchalin va néixer a Lió. Prové d'una família de pagesos del Pla de Saclay. Va entrar a HEC Paris el 2005, graduant-se amb un màster d'administració el 2009. Durant els seus estudis va treballar com a interina per Valérie Pécresse en l'Assemblea Nacional.

## Carrera
De 2009 a 2012, de Montchalin va treballar com a economista a càrrec de l'anàlisi Eurozona per Exane BNP Paribas. Després va estudiar a la John F. Kennedy School of Government de la Universitat Harvard, graduant-se amb un Màster d'Administració Pública el 2014. A partir de setembre de 2014 va treballar a l'empresa d'assegurances AXA en temes relacionats amb política pública global, protecció de dades i canvi climàtic.
Abans d'unir-se a En Marche!, de Montchalin s'identificava amb el centre-dreta. Va quedar desencantada amb François Fillon i s'ha inspirat en el reformista i pro-europeu Emmanuel, i també per que percep la seva disposició per prioritzar habilitats sobre experiència política. En les Eleccions legislatives franceses de 2017 va ser elegida amb el 61,34% del vot, derrotant el seu adversari Françoise Couasse de la Unió de Demòcrates i Independents. La participació va ser baixa, del 41,25%.
És membre de la Comissió de Finances, el comitè parlamentari que controla la despesa pública.
El 27 de març de 2019, va ser nomenada Secretària d'Estat per Afers europeus, succeint Nathalie Loiseau.

### Ministra de la transformació i funció pública
El 6 de juliol de 2020, Amélie de Montchalin va ser nomenada Ministra de la transformació i de la funció pública al govern Jean Castex, sota la presidència d'Emmanuel Macron. El títol del seu ministeri fa referència a les paraules d'Emmanuel Macron durant la seva intervenció del 14 de juny de 2020, evocant la “transformació” del sector públic com un dels eixos centrals del seu “nou camí”. En una entrevista del març del 2018, ella mateixa, fent referència a la condició dels funcionaris públics com a obstacle per a la contractació, va demanar una "transformació directiva" per "restablir un espai de maniobra en la gestió diària i, per tant, una forma de llibertat en la contractació de personal, per perfils, per exemple ». També és l'encarregada d'assegurar la rapidesa en l'execució de les polítiques públiques en tots els ministeris. Va mantenir Boris Melmoux-Eudes com a directora del gabinet.